# 北海道東北開発公庫
北海道東北開発公庫（ほっかいどうとうほくかいはつこうこ、北東公庫）は、かつて存在した北海道東北開発公庫法に基づく政策金融機関。

## 概要
目的
「北海道及び東北地方における産業の振興開発を促進し，もって国民経済の発展に寄与するため，長期の資金を供給すること等により民間の投資又は一般の金融機関が行う金融を補完し，又は奨励すること」
店舗
本店（東京）、北海道支店（札幌）、東北支店（仙台）、新潟事務所（新潟）
役職員（1985年4月1日時点）
- 役員7名：総裁、副総裁、理事4名、及び監事1名
- 非常勤監事1名
- 職員289名：本店135名、北海道支店66名、東北支店66名、新潟事務所22名

## 沿革
- 1956年（昭和31年）6月：北海道開発公庫法に基づき、北海道開発公庫設立
- 1957年（昭和32年）：北海道東北開発公庫に改組（北海道開発公庫法が北海道東北開発公庫法に改題）
- 1999年（平成11年）10月1日 ：解散。日本政策投資銀行に一切の権利義務を承継

## 参考
- 財政金融統計月報第401号：財務総合政策研究所